# 服务级别目标
服务级别目标（Service-level objective，SLO）是指服务提供者向客户作出的服務保證的量化指標。服务级别目标與服务级别协议有所不同。服务级别协议是指服务提供者向客戶保證會提供什麼樣的服务，服务级别目标則是服務的量化說明。例如軟件提供商向客戶保證一年的時間內有99.95%的時間應用程序不會出現故障，或是一個月以內75％的撥打的呼叫中心求助电话将在一分钟内得到答复。這就是一種典型的服务级别目标說明。